# Владимирово (Нікольський район)
Влади́мирово (рос. Владимирово) — присілок у складі Нікольського району Вологодської області, Росія. Входить до складу Нікольського сільського поселення.

## Населення
Населення — 23 особи (2010; 37 у 2002).
Національний склад (станом на 2002 рік):
- росіяни — 100 %